# Liste der Baudenkmäler in Finningen
Auf dieser Seite sind die Baudenkmäler in der schwäbischen Gemeinde Finningen zusammengestellt. Diese Tabelle ist eine Teilliste der Liste der Baudenkmäler in Bayern. Grundlage ist die Bayerische Denkmalliste, die auf Basis des Bayerischen Denkmalschutzgesetzes vom 1. Oktober 1973 erstmals erstellt wurde und seither durch das Bayerische Landesamt für Denkmalpflege geführt wird. Die folgenden Angaben ersetzen nicht die rechtsverbindliche Auskunft der Denkmalschutzbehörde.

## Baudenkmäler nach Ortsteilen

### Finningen
| Lage                               | Objekt                                       | Beschreibung | Akten-Nr.             | Bild                                         |
| ---------------------------------- | -------------------------------------------- | --- | --------------------- | -------------------------------------------- |
| Am Schlößle 1 (Standort)           | Ehemaliges Wasserschloss Unterfinningen      | jetzt Gastwirtschaft, dreigeschossiger Satteldachbau mit schmalem Anbau und Flacherker am Südgiebel, oberstes Geschoss und Giebelfelder durch Profilgesimse abgetrennt, im Kern 16. Jahrhundert, mit Veränderungen. | D-7-73-150-6 Wikidata | Ehemaliges Wasserschloss Unterfinningen      |
| Am Schlößle 3 (Standort)           | Katholische Pfarrkirche St. Martin           | einschiffiger Bau mit dreiseitig geschlossenem Chor, Langhaus mit Flachdecke, um 1690; mit Ausstattung; Friedhofsmauer; Ölbergkapelle, 18. Jahrhundert; mit Ausstattung; an der Friedhofsmauer.                     | D-7-73-150-7          | weitere Bilder                               |
| Johannesstraße 24 (Standort)       | Katholische Pfarrkirche St. Johannes Baptist | neuromanischer, einschiffiger Bau mit eingezogenem Chor, 1861 bis 1863; mit Ausstattung | D-7-73-150-4 Wikidata | Katholische Pfarrkirche St. Johannes Baptist |
| Kapellenweg (Standort)             | Feldkapelle                                  | 18. Jahrhundert; mit Ausstattung | D-7-73-150-5          | BW                                           |
| an der Klettenbachwiese (Standort) | Steinkreuz                                   | 1678 | D-7-73-150-8 Wikidata | BW                                           |

### Mörslingen
| Lage                                                      | Objekt                             | Beschreibung                                                                                                  | Akten-Nr.             | Bild           |
| --------------------------------------------------------- | ---------------------------------- | --- | --------------------- | -------------- |
| Am Kirchplatz 1 (Standort)                                | Katholische Pfarrkirche St. Martin | einschiffiger Bau mit eingezogenem Chor, 2. Hälfte 17. Jahrhundert, Turm 13./14. Jahrhundert; mit Ausstattung | D-7-73-150-1 Wikidata | weitere Bilder |
| am Feldweg zwischen Mörslingen und Schretzheim (Standort) | Grenzstein                         | 1783 | D-7-73-150-3 Wikidata | BW             |
| an der Straße nach Deisenhofen (Standort)                 | Sühnekreuz                         | spätmittelalterlich                                                                                           | D-7-73-150-2          | BW             |